# イー・モバイル

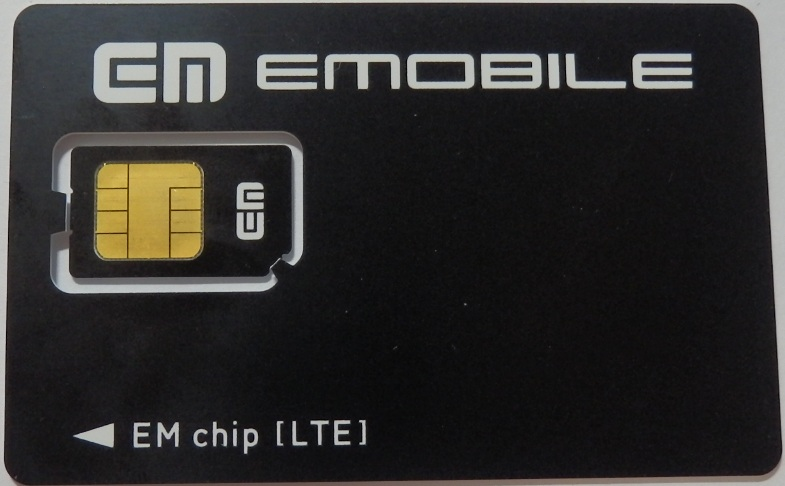
EM chip

イー・モバイル（英称：EMOBILE）は、かつてワイモバイル株式会社（旧イー・アクセス株式会社）が2014年7月31日まで展開していた携帯電話部門のブランド。
当初はイー・アクセス株式会社の子会社として、イー・モバイル株式会社により同事業を行っていたが、2011年3月31日に親会社に吸収合併された。2014年7月のキャッチ・コピーは『挑んでる?』だった。
2012年10月にソフトバンクモバイルに買収されたことにより、本ブランドは用いられなくなった。

## 概要
総務省より新たに携帯電話用として割り当られた1.7GHz帯への、W-CDMA方式での携帯電話事業への新規参入を表明し、2005年11月9日、総務省電波監理審議会の答申により、BBモバイル（ソフトバンクグループ）及びアイピーモバイルと同時に事業計画の認定が発表された。これにより、事業認可と電波免許の交付（1.7GHz帯）が行われた。コアネットワークはエリクソン、基地局はエリクソン（東名阪地域）と華為技術（その他地域）の製品を用いている。
2007年3月31日に、東名阪でHSDPAを利用したデータ通信を開始。2008年3月28日から音声通話サービスを開始した。2008年には全国で利用できるようになるが、音声端末については、25道県においては2010年10月31日までNTTドコモのW-CDMA（FOMA）ネットワークをローミング利用していた。
携帯番号ポータビリティ（MNP）は、2008年3月28日からの音声サービス開始と同時に対応を開始した。
なお、イー・モバイルは当初、TD-SCDMA（MC）で携帯電話に参入すると表明し、2004年4月15日に実験局の予備免許、同年5月28日に本免許を取得し、フィールド実証実験も実施していたが、その後、会長の千本倖生による「現実的な選択肢」を取る戦略に方針転換したことから、W-CDMA方式に変更した。
2011年3月31日に、親会社のイー・アクセスに吸収合併され、法人としてのイー・モバイルは消滅。合併後『イー・モバイル』の名称は、イー・アクセスのモバイル部門のブランドとなる。
2012年6月27日、総務省はイー・アクセスに700MHz帯を割り当てることを発表。
2014年8月1日付をもって、イー・モバイルのブランドはウィルコムとともに「Y!mobile」ブランドへ変更・統合された。
Y!mobileでは、イー・アクセス時代までに行われた契約（EMOBILE 4G-Sを除く）とY!mobileブランド発足後のイー・アクセス回線を利用した契約とでは、約款が別になっている（2014年7月以前の契約は、3G（音声・データ）、LTE音声、LTEデータ通信の3つ、同年8月以降の契約は、電話サービス（タイプ2）とデータ通信サービスの2つになっており、異なっている）。
2018年1月31日、EMOBILE 4G-Sを除くイー・アクセス時代までの音声契約すべてと、第3世代移動通信システムのみのデータ契約回線は、基地局の停波を伴うサービス終了のため利用できなくなった。

## 沿革

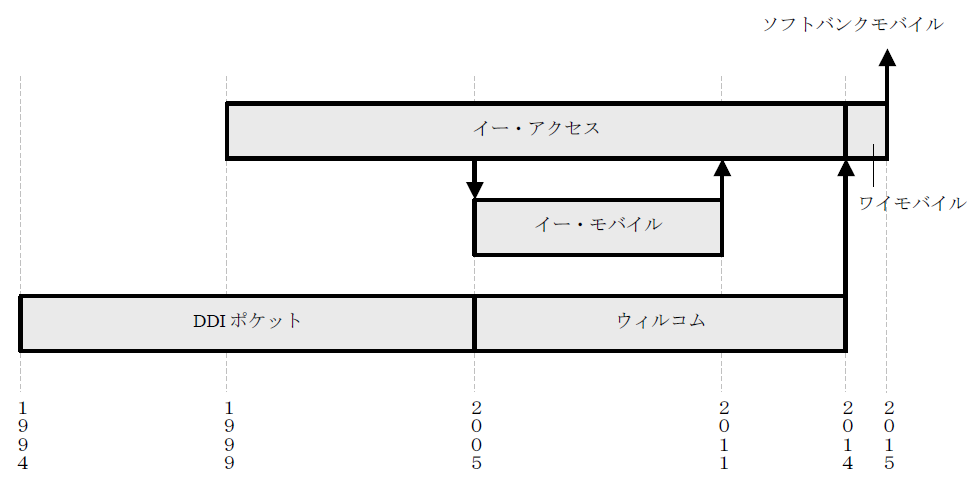
関連会社の統廃合図

### 2005年
- 1月5日 - イー・アクセスの完全子会社のモバイルブロードバンド事業の準備・企画会社として「イー・モバイル株式会社」を設立
- 9月30日 - 100億円の第三者割当増資を実施し、東京放送（現・TBSホールディングス）が出資を引き受ける
- 11月9日 - イー・モバイルが総務省より携帯電話事業者として認可された

### 2006年
- 5月31日 - 約273億円の第三者割当増資を実施。テマセク・ホールディングス（シンガポール政府系ファンド）が120億、ゴールドマン・サックス・グループが68億円、親会社のイー・アクセスが50億円、そのほかの企業（三井物産、ヨドバシカメラ、ビックカメラ、コジマ、エヌ・アイ・エフSMBCベンチャーズ、ジャフコ、吉本興業、ビジョン・キャピタル等）が34億8000万円の出資を引き受ける
- 9月11日 - 2008年の音声通話サービス開始時から2010年10月まで、NTTドコモ通信網のローミング利用に合意
- 10月17日 - 設立当初のロゴから新しいブランドロゴマークに変更[3]

### 2007年
- 3月31日 - 東京23区、名古屋市、京都市、大阪市で下り最大速度3.6MbpsのHSDPA通信サービス「EMモバイルブロードバンド」を開始
- 6月22日 - 2段階定額制のライトデータプランの導入を発表。7月1日からサービス開始
- 10月1日 - 株式会社USENとの業務提携、高速モバイルデータサービス「モバイルアクセス type EM」をUSENにて販売開始
- 11月26日 - ライトデータプランと比較し従量部分のデータ量を大きく設定したギガデータプランの導入を発表。12月12日からサービス開始
- 11月26日 - 2年間の継続利用を約束することで、初期費用と月額料金の双方を割り引く、新にねんプランを発表
- 12月12日 - 一部地域にて下り最大速度7.2Mbpsの通信サービスを開始。ライトデータプランと比較し従量部分のデータ量を大きく設定した「ギガデータプラン」、および2年間の継続利用を約束することで購入時支払額と月額料金の双方を割り引く「新にねん」の提供を開始。

### 2008年
- 2月1日 - ライトデータプラン値下げ
- 2月25日 - 音声通話サービスを発表。音声機種「S11HT」「H11T」を発表。2段階定額制のスーパーライトデータプラン発表
- 3月28日 - 音声通話サービスの提供、および音声機種「EMONSTER（S11HT）」、「H11T」の販売を開始。2段階定額制のスーパーライトデータプランサービスを開始
- 4月末 - 50万ユーザーを突破
- 6月14日 - 音声機種「H11HW」を発売
- 7月19日 - 音声機種「EMONSTER Lite（S12HT）」を発売
- 7月29日 - 国外GSMローミングを開始。当面、S11HTとH11HWのみ対応で、EM chipをメーカーブランドのSIMフリー端末に差し込んでの利用は明言されていない。既に、外国のSIMカードをS11HT・H11HWに取り付ける利用方法は提供されている
- 10月10日 - 音声機種「Touch Diamond（S21HT）」を発売
- 11月20日 - 一部地域にて上り最大速度1.4MbpsのHSUPA 1.4Mbps通信サービスを開始
- 11月末 - 100万ユーザーを突破
- 12月1日 - 韓国での3Gローミング開始。ただし、実質的に利用可能になるのは、対応端末であるH11LC（音声・データとも）・S22HT（音声のみ）の発売後となる
- 12月20日 - 音声機種「Dual Diamond（S22HT）」を発売

### 2009年
- 2月4日 - ソフトバンクモバイル（現・ソフトバンク）と高速モバイルデータ通信サービスにおける協業を発表
- 4月17日 - 東名阪の主要ターミナル駅等でHSUPA 5.8Mbps通信サービスを開始
- 4月30日 - 富山県でのドコモローミングを終了
- 7月24日 - 国内で初となる下り最大速度21MbpsのHSPA+通信サービスを開始
- 9月1日 - イー・モバイル初となるオペレータショップである「イー・モバイル 赤坂」を東京都港区赤坂に開店
- 9月30日 - 佐賀県でのドコモローミングを終了
- 11月末 - 200万ユーザーを突破
- 11月18日 - 3G一体型モバイルWi-Fiルーター「Pocket WiFi」を発売

### 2010年
- 7月1日 - 株式交換により、株式会社イー・アクセスが株式会社イー・モバイルを完全子会社化
- 7月31日 - ドコモローミングの新規申込を終了
- 10月31日 - 残る全道県でのドコモローミングを終了
- 12月3日 - 下り最大42Mpbsの速度によるDC-HSDPAサービス(EMOBILE G4)を開始。これに伴い、割り当て1.7GHz帯のうち、新規獲得した10MHz幅の半分を新たに利用開始する。
- 12月17日 - Android 2.2搭載のスマートフォン「HTC Aria」を発売。同社によるスマートフォンの発売は約2年ぶりである。

### 2011年
- 1月末 - 300万ユーザーを突破
- 3月31日 - イー・アクセス株式会社がイー・モバイル株式会社を吸収合併（簡易合併かつ略式合併）し、イー・モバイル株式会社は解散。「イー・モバイル」の名称は、イー・アクセスにおける携帯電話部門のブランドとなる。

## サービス

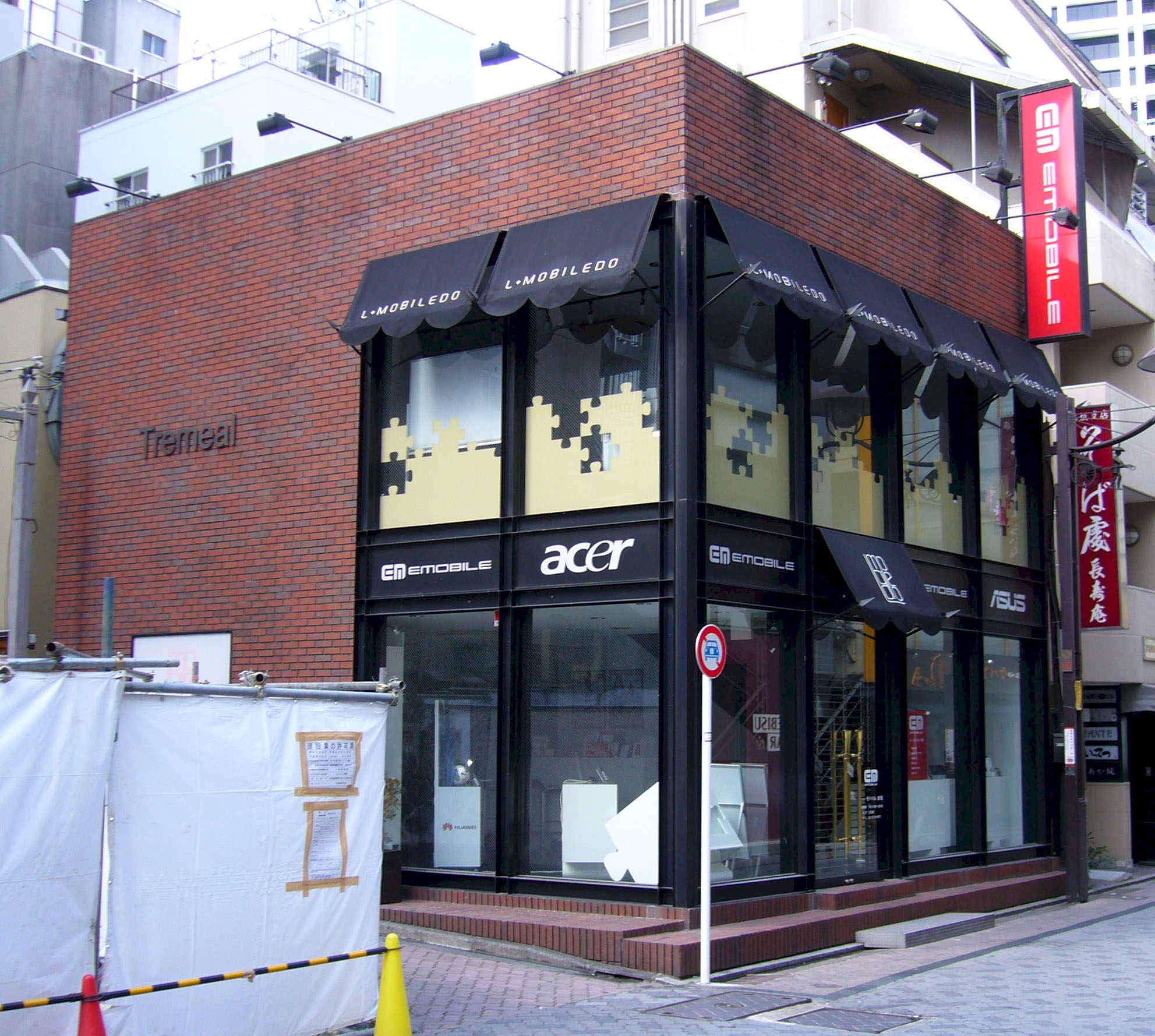
赤坂の単独ショップ店

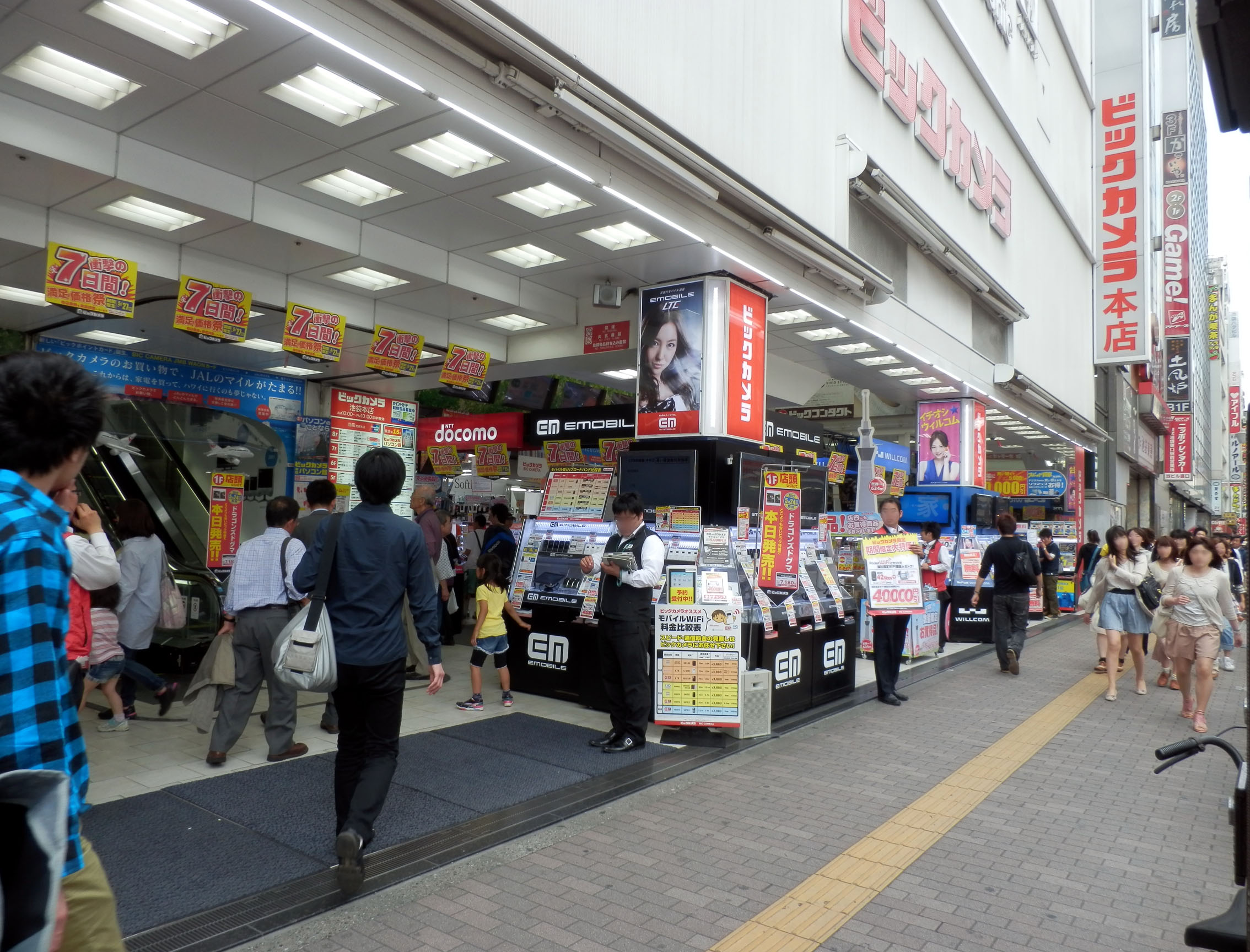
ビックカメラ池袋本店での販売例

下り最大速度21Mbps・上り最大速度5.8MbpsのHSPAデータ通信サービス「EMモバイルブロードバンド」が主である。音声端末およびデータ通信端末いずれにおいても、データ通信が定額制で利用できる。一般向けサービスのPC接続時のデータ通信定額制は、携帯電話事業者では初である。
また、2008年3月28日から携帯電話端末向けインターネット接続サービス「EMnet」を開始した。携帯電話端末単体でEメールやウェブを利用する際には加入が必要である。メールアドレスは『（任意の文字）@emnet.ne.jp』となる。
紙請求書は有料となっている。

## 料金プラン
イー・モバイルの料金プランは音声端末用とデータ通信端末用の2つに分かれている。なお、Y!mobileへのブランド統合とその後の料金プランの集約により、2015年9月30日までにほとんどのイー・モバイルの料金プランの新規および変更の申込受付を終了した。利用中のユーザーはプラン変更を行わない限り継続利用が可能である。ただし、音声契約と3Gのみのデータ契約については、2018年1月31日に停波され、使用不可になった。

### 音声端末用
音声端末用の料金プランは2008年3月28日に「ケータイプラン」を開始し、翌年の2月7日から「ケータイ定額プラン」を順次開始し、それぞれに専用のオプションが存在する。また、後述するデータカード用プランの中には、一部の機種を除いて音声端末で契約可能なものも存在する。なお、データ端末用プランでは「新にねん」・「にねん」での契約が2010年12月31日をもって新規申込の受付を終了している。
契約期間は2年間で、2年間経過後はプラン変更をしない限り「ベーシック(年とく割)」へ自動移行となる。「ベーシック(年とく割)」は、「ベーシック」から基本使用料が割り引かれており、基本使用料自体は「にねん」ないしは「新にねん」が適用されている期間の金額と同額となる。
また、2010年12月17日には、スマートフォン向けの料金プランとして「スマートプラン」・「スマートプランライト」を開始し、2013年3月7日にはEMOBILE LTE対応スマートフォン向けの「LTE電話プラン」が、同年8月20日にはEMOBILE 4G-S対応スマートフォン向けの「4G-Sプラン/4G-Sベーシックプラン」が順次開始された。
なお、「ケータイプラン」は音声契約で契約可能なデータ契約用プラン（「ギガデータプラン」・「データプラン」）とともに、2011年5月31日に、「ケータイ定額プラン」は2012年5月31日、「4G-Sプラン」・「4G-Sベーシックプラン」（オプションサービスも含む）は2014年7月31日、「スマートプラン」・「スマートプランライト」・「LTE電話プラン」は2015年9月30日と順次、新規および変更の申込受付が終了となり、イー・モバイルブランドの音声端末用料金プランは全て申込受付が終了となった。

#### ケータイプラン
- 携帯電話向けプラン。
- データ通信用の無料通信分が含まれた2段階定額のパケット定額制サービスも自動セットされている。
- 「ベーシック（にねん特割）」を除く契約種別とPocket WiFi・データ通信端末・EM ONEシリーズのいずれかとセットで契約した場合、「ケータイプランデータセット」が適用となり、「ケータイプラン」の基本使用料が無料となる。
- なお、Y!mobileの発足に伴って「ケータイプラン」の名称を復活しているが、これは旧ウィルコムブランドで提供されていた「新ウィルコム定額プランS」の後継プランとして提供されているPHS電話機向けのプランであり、イー・モバイルで提供されていた時と料金体系が異なる。

#### ケータイ定額プラン
- イー・モバイル同士の通話料やSMS送信料が無料となる携帯電話向けプラン。指定機種のみ契約可能であった。
- 「ケータイプラン」同様、2段階定額のパケット定額制サービスも自動セットされる。

#### スマートプラン/スマートライトプラン
- スマートフォン向けプラン。パケット定額制サービスが自動セットされているが、「スマートプラン」は基本使用料のみで利用できる完全定額制、「スマートプランライト」はデータ通信用の無料通信分が含まれた2段階定額制である。
- 「スマートプラン」はPocket WiFi・データ通信端末・EM ONEシリーズのいずれかとセットで契約した場合、「スマートプランデータセット」が適用となり、「スマートプラン」の基本使用料が割引となる。
- 通常は「にねん」での契約となり、二年経過後は、1年契約の「ベーシック(いちねん特割)」へ自動移行となる。更新月に申し込めば、契約期間のない「ベーシック」や2年契約の「ベーシック(にねん特割)」に変更することも可能。

#### LTE電話プラン
- EMOBILE LTE対応スマートフォン向けプラン。
- 契約種別は前述の「ケータイプラン」・「ケータイ定額プラン」・「スマートプラン/スマートライトプラン」と異なり、契約期間なしの「ベーシック」、2年間の契約を約束することで基本使用料を割安に設定した「にねん」、長期契約割引を付加した「バリューセット」・「バリューセットライト」の4つとなった。なお、「バリューセット」・「バリューセットライト」は初回の契約期間満了をもって「にねん」に自動移行する。
- EMOBILE 4G-Sを除くイー・モバイル同士、及びラネット・ヤマダ電機・ノジマ・エディオンコミュニケーションズの携帯電話宛の通話料やSMS送信料は無料である。
- 本プランはデータ通信タイプの「データ定額5」を追加することができ、容量5GBまでの高速データ通信が定額料のみで利用可能であった。

#### 4G-Sプラン/4G-Sベーシックプラン
- EMOBILE 4G-S対応スマートフォン向けプラン。
「4G-Sプラン」は2年間の契約期間があるプラン、「4G-Sベーシックプラン」は契約期間が無いプランである。
- EMOBILE 4G-S同士や、SoftBankブランド・ディズニー・モバイル・オン・ソフトバンク宛の通話（時間帯により有料）やSMS・EMメール-Sの送信料は無料となる。Y!mobileブランド開始後は、Y!mobileブランド契約のスマートフォンのうち、タイプ1とタイプ3の3G回線の番号も無料通話の対象となっている。2015年12月以降、順次発売されたフィーチャーフォン端末も、タイプ1の回線であるため、無料通話の対象となる。
- 本プランは完全定額制のパケット定額サービス「データ定額3-S」とインターネット接続基本料「EMベーシックパック-S」のセット加入が必須となる。なお、「4G-Sプラン」に限り、新規契約やソフトバンクグループを除く他社（「EMOBILE 4G-S」以外のイー・モバイルを含む）からのMNPを行うことで、加入翌月から最大24か月間、「4G-Sプラン」の基本使用料が無料となる「4G-Sスマホ割」が設けられていた(当初は最大36か月とされていたが、パケット定額料部分の「データ定額3-S」の値下げが2015年12月から実施されたため、これ以後は加入月を0か月目として加入時から24か月目までで基本料金の無料適用を打ち切ることになった。基本料金最大36か月無料キャンペーンとあわせて、「データ定額3-S」の料金は加入から24か月目までのキャンペーン価格適用となっていたが、前述した元々の金額を2015年12月よりキャンペーン適用後の価格と同額に引き下げたため、25か月経過後もこれまでと同水準の金額で利用できるとしている)。ただし、Y!mobileブランドのプランに変更した場合、24か月経過した料金が適用され、24か月経過前の変更は、4G-Sプランのキャンペーン適用も解除となるため注意が必要。

#### オプションサービス
- EM定額オプション
  - 対象プラン：ケータイプラン、スマートプラン、スマートライトプラン
  - 月額料のみでイー・モバイル同士の通話料及びSMS送信料が無料となる。後述の「定額パック24」との併用は不可。
- 無料通話パック
  - 対象プラン：ケータイプラン、ケータイ定額プラン、スマートプラン、スマートライトプラン
  - 月額料を払うことで無料通話分を追加できるサービス。「ケータイ定額プラン」に本オプションを追加した場合はイー・モバイル以外の携帯電話やPHS宛の通話料が割引となる。「EM定額オプション」同様、後述の「定額パック24」との併用は不可。
- データ定額オプション
  - 対象プラン：ケータイ定額プラン
  - 月額料を払うことでデータ通信料の上限額を引き下げるサービス。2009年7月1日と2010年11月1日の2回、基本使用料の値下げが行われた。

- 通話割引オプション
  - 対象プラン：ケータイ定額プラン、スマートプラン、スマートライトプラン
  - 月額料を払うことでイー・モバイル同士以外の通話料が割引となるサービス。前述の「無料通話パック」との併用は不可。

- だれとでも定額 for EM/だれとでも定額 for EM-S
  - 対象プラン：スマートプラン、スマートライトプラン、LTE電話プラン、4G-Sプラン、4G-Sベーシックプラン
  - 月額料のみで、相手先を問わず、1回あたり10分以内の制限時間で月間300回までの通話が無料となるサービス。元々「だれとでも定額」はウィルコムブランドで提供されており、イー・モバイルの対象プラン向けにサービス内容を一部変更して提供されている。
  - 「だれとでも定額 for EM」と「だれとでも定額 for EM-S」は対象プランによって名称が異なる程度で、サービス内容は同一である。

- 24時間通話定額-S
  - 対象プラン：4G-Sプラン、4G-Sベーシックプラン
  - 月額料のみで、EMOBILE 4G-Sスマートフォン同士やSoftBankブランド、ディズニー・モバイル・オン・ソフトバンク宛の通話が24時間無料となるサービス。初回加入時に限り、2か月間定額料が無料であった。

- ソフトバンク/ウィルコム通話定額
  - 対象プラン：4G-Sプラン、4G-Sベーシックプラン
  - 月額料のみで、EMOBILE 4G-Sを除くイー・モバイルやウィルコム宛の通話料が無料となるサービス。時間帯により有料となる場合がある。

### データ通信端末用
データ通信端末用の料金プランは2007年3月31日よりサービスを開始した下り最大速度7.2Mbpsの「EMモバイルブロードバンド」向けの料金プラン、2009年8月よりサービスを開始した下り最大速度42Mbpsの「EMOBILE G4」向けの料金プラン、2012年3月15日よりサービスを開始した下り最大75Mbpsの「EMOBILE LTE」向けの料金プラン、2013年8月9日よりサービスを開始した下り最大110Mbpsの「EMOBILE 4G」向けの料金プランの4つがあり、「EMモバイルブロードバンド」向けと「EMOBILE G4」向けの料金プランの構成は共通化されている。また、「EMOBILE LTE」と「EMOBILE 4G」は料金プランが1種類のみである。
なお、Y!mobileの発足に伴って「EMOBILE 4G」向けプランが2014年7月31日、「EMモバイルブロードバンド」向けプラン・「EMOBILE G4」向けプラン・「EMOBILE LTE」向けプランは2015年9月30日をもって順次終了し、音声端末向け同様、イー・モバイルブランドのデータ通信向けプランの申込受付も終了となった。

#### 契約種別
当初、「ベーシック」と1年間または2年間の契約を約束することで長期契約割引が適用となる「いちねん」・「にねん」の3種類で、「ベーシック」には1年間の契約を約束することで割引となる「年とく割」が設定されていた。その後、「ギガデータプラン」の新設と同時に、2年間の契約を約束することで、端末購入代金及び購入後2年間の月額料金を両方割り引く「新にねん」を設定した。
2008年7月10日、「スーパーライトデータプラン」向けに長期契約割引の割引額を引き上げた「にねんMAX」が新設された。
2009年7月1日、「スーパーライトデータプラン」と「データプラン」向けに、既存の「ベーシック(年とく割)」に比べて割引額を引き上げた「ベーシック(年とく割2)」が設定された。「ベーシック(年とく割2)」は2009年11月5日に「ギガデータプラン」に、「にねんMAX」は2010年2月19日に「データプラン」にそれぞれ追加された。
2009年11月5日、「にねんM」・「にねんL」を新設する一方、2010年1月31日をもって「いちねん」の新規申込受付を終了した。
2010年6月24日、「スーパーライトデータプラン」と「データプラン」向けに2年間の契約を約束することで基本使用料を割り引く「ベーシック(にねん特割)」を、同年9月17日には「にねんS」を順次新設する一方、同年12月31日をもって「にねん」と「新にねん」の新規申込受付を終了した。
2014年12月現在、契約種別は「ベーシック」・「ベーシック(年とく割)」・「ベーシック(年とく割2)」・「ベーシック(にねん特割)」・「にねんS」・「にねんM」・「にねんL」・「にねんMAX」の8つがあり、料金プランにより契約種別が異なる。
初回の契約期間満了月の翌月をもって「いちねん」・「にねん」・「にねんL」・「にねんMAX」は「ベーシック」に、「新にねん」・「にねんM」は「ベーシック(年とく割)」に、「にねんS」は「ベーシック(年とく割2)」にそれぞれ自動移行となる。なお、「データプランB」と「EMOBILE G4 データプランB」は「にねんM」・「にねんL」・「にねんMAX」も「ベーシック(年とく割2)」に自動移行となる。

#### EMモバイルブロードバンド（下り最大7.2Mbps）向けプラン
サービス開始当初は、携帯電話サービスでは初めて、パソコンからの利用を含めた完全定額制の「データプラン」のみで、その後、2007年7月1日には2段階定額制の「ライトデータプラン」を、同年12月12日には1GB分の無料通信料を含む2段階定額制「ギガデータプラン」を、2008年3月28日には約3MB分の無料通信分を含む2段階定額制「スーパーライトデータプラン」、2009年11月5日には300MBの無料通信分を含む2段階定額制の「バリューデータプラン」を、2010年9月17日には月間の上限通信料を5GBに抑えた完全定額制の「データプランB」を順次新設。一方で、2010年1月31日をもって「ライトデータプラン」の新規および変更の申込受付を終了した。
- データプラン - 完全定額制のプラン
- データプランB - 月間5GBまでの高速データ通信上限額が設けられている完全定額制のプラン。2011年12月1日に料金の値下げが行われた。
- 昼割プラン - 昼割定額用と昼割従量用の2つの接続先があり、2:00～20:00の間に昼割定額用に接続することで完全定額で利用できるプラン。昼割従量用に接続した場合は別途パケット通信料が発生するものの、2段階定額制により一定の上限額に達した時点で定額となる。
- スーパーライトデータプラン
- バリューデータプラン
- ギガデータプラン
- ライトデータプラン

#### EMOBILE G4（下り最大42Mbps）向けプラン
受信最大21Mbpsデータ通信サービス向けプランはサービス開始当初、2段階定額制の「スーパーライトデータプラン21」と完全定額制の「データプラン21」の2種類が用意されていた。2009年11月5日には300MBの無料通信分を含む2段階定額制の「バリューデータプラン21」を、2009年11月5日には2段階定額制の「ギガデータプラン21」を、2010年9月17日には完全定額制の「データプラン21B」を順次追加した。
同年11月19日にDC-HSDPA規格が導入されたことに伴って、これまでの受信最大21Mbpsデータ通信サービスのプラン体系のままで受信最大42Mbpsに高速化され、「EMOBILE G4」を冠したプラン名称に改名した。
- EMOBILE G4 データプラン（旧名称「データプラン21」） - 完全定額制のプラン。2012年6月1日にすべての契約種別で値下げを行った。
- EMOBILE G4 データプランB（旧名称「データプラン21B」) - 月間5GBまでの高速データ通信上限額が設けられている完全定額制のプラン。
- EMOBILE G4 昼割プラン - 昼割定額用と昼割従量用の2つの接続先があり、2:00～20:00の間に昼割定額用に接続することで完全定額で利用できるプラン。昼割従量用に接続した場合は別途パケット通信料が発生するものの、2段階定額制により一定の上限額に達した時点で定額となる。
- EMOBILE G4 スーパーライトデータプラン（旧名称「スーパーライトデータプラン21」）
- EMOBILE G4 バリューデータプラン（旧名称「バリューデータプラン21」）
- EMOBILE G4 ギガデータプラン（旧名称「ギガデータプラン21」）

#### EMOBILE LTE（下り最大75Mbps）向けプラン
前述の「LTE電話プラン」のデータ通信端末用の位置づけとして「LTEプラン」が用意されており、契約種別・パケット単価・パケット通信料の上限額・当月のデータ量は「LTE電話プラン」と共通である。ただし、「LTEプラン(にねん)」のみ、基本使用料が「LTE電話プラン」よりも割安に設定されている分、パケット通信料の上限額が高額に設定されているので注意が必要である。
オプションのデータ通信タイプとして、定額料のみでデータ通信料が完全定額になる「フラット」と、端末に付与されるIPアドレスがグローバルアドレス（可変）となり、定額料で2GBまで利用できる「ステップグローバルIP」が用意されていた。
端末が対応しているケースに限り、2018年2月以降、順次、LTE通信が下り最大112.5Mbpsに向上される予定。ただし、3Gの停波と引き換えになるため、同月以降は、LTEのシングルモード通信となる。

#### EMOBILE 4G（下り最大110Mbps）向けプラン
「EMOBILE 4G」向けのデータ通信端末用プランとして「4Gデータプラン」が用意されており、「ベーシック」・「にねん」・「よねん」及び、2年間の継続利用を約束することで、購入時の支払代金（端末代金を含む）を割り引く「長期契約割引」を付与した「バリューセットライト for 4G」・「バリューセット for 4G」の5種類の契約種別がある。「よねん」・「バリューセットライト for 4G」・「バリューセット for 4G」は初回の契約期間満了時に「にねん」へ自動移行される。また、「ベーシック」以外の契約種別を選択した場合、加入中は基本使用料が割引となる「ずっとおトク割」が適用となる。高速データ通信量は月間7GBまでである。

## 通信制限・制御

### 帯域制御
2009年10月1日から、ネットワークの品質維持と公平性の確保のためとして、基準を超えるユーザに対する帯域の制御を行っており、制御後は最大速度が128kbpsになる。
2010年8月23日までは、1か月に300GB以上の通信を行った場合、翌々月に1箇月間制御対象となっていた。
2010年8月24日に新しい運用基準が開始予定だったが、準備の遅れで8月30日より次の様に改定された。24時間ごとに366MB（300万パケット）を超えたユーザーに対して、当日の21時から翌日の2時まで制御を行い、通信速度を制御している。たとえば、1Mbpsの通信を50分程度続けると制御対象となる。新しい基準は、従来の基準と比べ約30倍の制御強化となった。
ただ、YouTubeやニコニコ動画などの動画サイトを含むWebブラウザによるWWWの閲覧、電子メールの送受信、SkypeなどのVoIPによる音声通話、テキストによるインスタントメッセージ、VPNによる接続については『利用の影響がない程度に実施する』とされており、Webサイトの利用者向けFAQにも記載されている 。

### ブロッキング
2012年2月22日より、一般社団法人インターネットコンテンツセーフティ協会が提供する児童ポルノのアドレスリストに掲載されているサイトの閲覧を制限するブロッキングを実施する。アドレスリストに該当するサイトを閲覧しようとした場合、サイトは表示されず児童ポルノを掲載しているサイトと判定された旨のメッセージ画面が表示される。このブロッキングは以前から提供している青少年ユーザー向けの「Webアクセス制限」とは異なり、全ユーザーに適用される。

## サービスエリア
開始当初のサービスエリアは東京23区、名古屋市、京都市、大阪市および各周辺部、そして成田国際空港、中部国際空港、関西国際空港だった。
その後、順次エリアを拡大中であり、全国主要地下鉄の全線全駅で利用でき、人口カバー率は92.2%となっている（2011年12月現在のウェブサイトの記述より）。

また、基地局数は、日本全国で10548局設置されている(2011年11月26日現在)
- EMモバイルブロードバンドサービスエリア | イー・モバイル

### 119番通報ができない消防本部
以下の消防本部はイー・モバイルの音声網と接続されていないため、119番通報ができない（2016年5月現在）。
- 北海道
  - 斜里地区消防組合消防本部
- 山形県
  - 上山市消防本部
  - 西置賜行政組合消防本部
  - 村山市消防本部
- 新潟県
  - 新発田地域広域消防本部
- 福井県
  - 勝山市消防本部
  - 永平寺町消防本部
- 岡山県
  - 高梁市消防本部
- 徳島県
  - 名西消防組合消防本部
  - 海部消防組合消防本部
- 香川県
  - 仲多度南部消防組合消防本部
- 愛媛県
  - 新居浜市消防本部
  - 愛南町消防本部
- 佐賀県
  - 唐津市消防本部
- 大分県
  - 臼杵市消防本部
- 宮崎県
  - 延岡市消防本部
  - 宮崎県東児湯消防組合消防本部
- 鹿児島県
  - 熊毛地区消防組合消防本部

## 販売方法

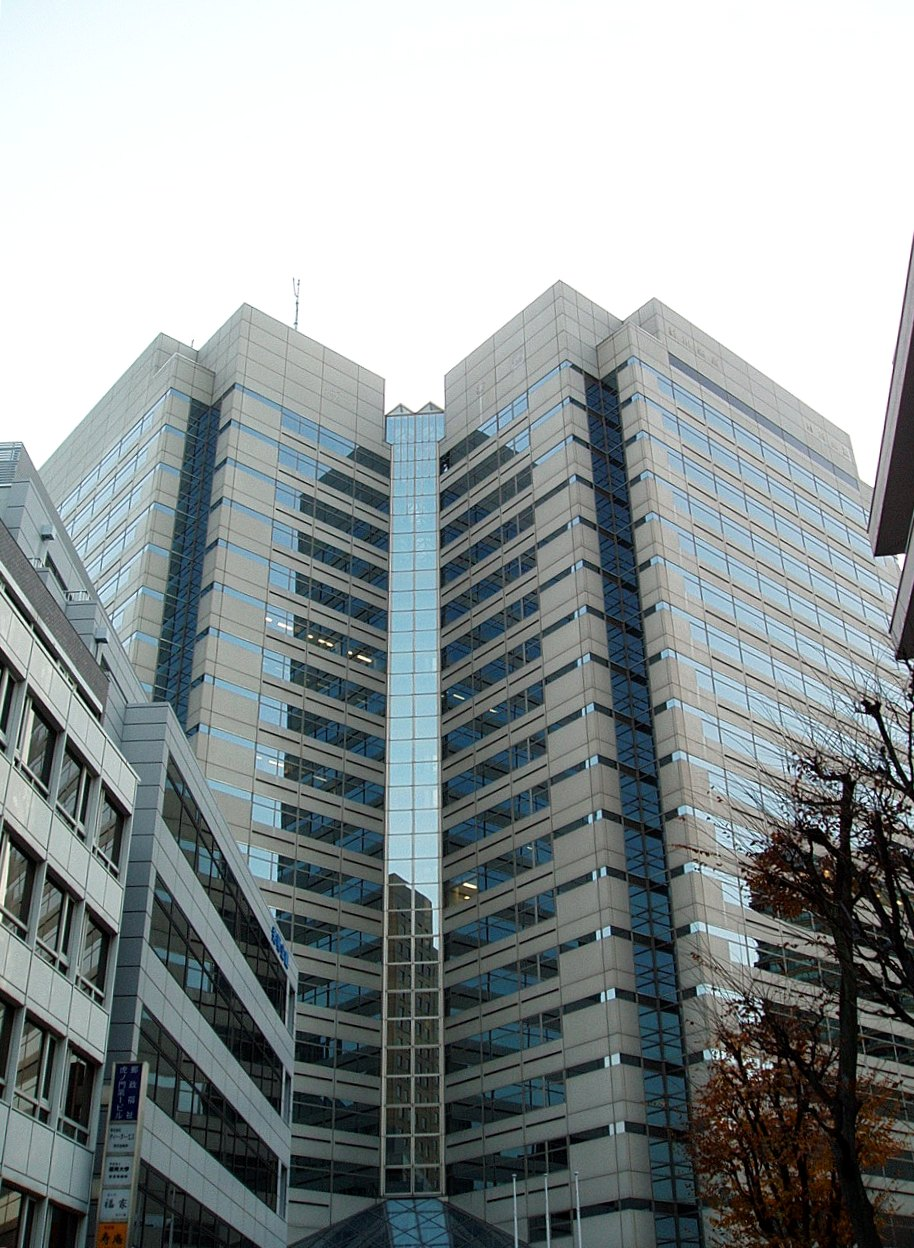
本社

データ通信端末の販売方法として、家電量販店等へのインセンティブ制度（販売報奨金）、およびノートパソコンやネットブックとデータ通信端末の割引セット販売を用いている。ただし割引分で初回購入額を低く設定し、割引額とデータ通信端末購入費用は携帯電話同様2年間の割賦販売であり、実質支払い金額には変化がない。特に2008年夏以降、豊富に販売されたネットブックを安価購入するため、多くの消費者が割引セットで購入し、携帯電話契約純増数が他社を上回った。
ただしノートパソコン購入と回線契約新規加入セットによる割引販売は、データ通信端末のみ適用され、スマートフォンには用意されていない。
また、音声端末・スマートフォンで一般的に利用できる（ホームページなどで案内されている）購入方法は、原則として一括払いである。ただし定期契約の「にねん」による割引を受けられる。さらに「アシスト1000（旧ご加入アシスト）」や「アシスト1600」などを併せて利用することで、実質的には「端末購入費用の一部分割払い」が可能となる。
なお、他社とは異なり、利用に応じたポイント付与の制度はない（ドコモ・ウィルコムを除き、割賦支払額を除く概ね音声を伴う契約のみがポイント付与の対象となるが、ウィルコムの場合でもMVNO回線利用契約あるいは、自社契約とのセット契約によるMVNO回線利用部分の場合は、付加対象にはならない）。
一部の例外を除き、EM chip(UIMカード)のみの契約は不可となっている。既存の契約がある場合、メーカーブランドのSIMフリー端末や他社のSIMロックをはずした端末での利用は可能だが、世界的にはローカルな周波数帯であるバンド9を採用しているため、事実上、日本通信が販売するIDEOSやドコモの東名阪バンド対応端末（スマートフォンの場合、2012年12月現在は、F-12C、L-02D、SO-03Dのみ。残りの1.7GHz帯対応スマートフォン端末はすべてmicroサイズとなっている）などごく少数に限定される。ただし、ドコモの2011年冬モデル以降は、ドコモminiUIMカード採用機種があるが、2012年2月時点でイー・アクセスではmicroSIMタイプのEM chipは出していないため、該当機種については東名阪バンド対応であっても利用不可となっていたが、GS01の発売により、同端末の利用者(SIM単体の契約が不可であるため)については、microSIMを使う端末の利用も可能である。ちなみに、ドコモブランドの端末の場合、他社回線では、テザリングができない仕様となっている。

### キャリアショップ
イー・アクセスが家電量販店店頭でADSL回線加入契約を行う戦略で、イー・モバイルも同様に、Web上のオンラインストアと、量販店の携帯電話コーナーでの販売に注力してきた。2009年9月1日、同社初の専売拠点（いわゆるキャリアショップ）を、港区赤坂に開店した（参照・イー・モバイル赤坂）。これまで回線契約数の増加に伴い電話サポート体制を拡大してきたが、他社のようなキャリアショップ設置はなかった。
2010年1月8日より、順次ショップを拡大することになり、これに併せて当初の赤坂のような単独店舗だけではなく、ソフトバンクモバイルが実施している量販店併設型のショップの開設を行うことになった。これにより、量販店でも単独立地のキャリアショップ同様の各種変更手続きが出来るようにしていく方針。ただし、オプション商品については、取り扱いを最初から行っていなかったり取りやめたりしている拠点もあり、オンラインショップの利用をアナウンスしている。
また、「スポット」と称する店舗の開業もなされているが、キャリアショップに比べて取り扱い内容が各スポットにより絞られ方が異なるため、利用内容によっては注意する必要がある。
なお、2010年6月に開設されたイー・モバイル スポット成田空港第1および同第2、2010年10月に開設されたイー・モバイル スポット羽田空港新国際ターミナルは、テレコムスクエアの運営であり、同社のカウンターである、「モバイルセンター」に各々併設されている。
なお、「スポット」は、2013年7月以降、順次ウィルコムプラザに併設され、イー・モバイル専業店の空白域などでの補完を行うことになる。このため、スポットと称する拠点は、順次、テレコムスクエア運営の空港店舗3拠点とウィルコムプラザ併設のものとに集約され、それ以外の拠点はキャリアショップ昇格か整理統合されることになった。
2014年8月より、ウィルコムプラザおよび一部のウィルコムカウンターとのブランド統合・サービスレベルの統一に伴い、ショップ店名称が「ワイモバイル」に統一されたため、2014年7月を以って、「イー・モバイル」ブランドのショップは消滅した。

## 設備の貸し出し
イー・モバイルは、2009年1月現在以下の事業者（MVNO）に対して設備の貸し出し（再販）を行っていた。それぞれのサービスエリアはイー・モバイルのエリアに準ずる。
ただし、EMOBILE 4G端末など、ソフトバンクモバイル網やWireless City Planning網を利用しているサービスもあり、その場合は、端末やサービス内容に応じて、自分で切り替え可能なサービスとネットワーク側で優先順位を自動的かつ強制的に選択されるものとが存在する。
| サービス開始日 | 事業者                             | サービス名                  | 備考                                              |
| -------------- | ---------------------------------- | --------------------------- | ------------------------------------------------- |
| 2007年10月1日  | USEN                               | モバイルアクセス type EM    |                                                   |
| 2007年12月13日 | NECビッグローブ                    | BIGLOBE高速モバイル         |                                                   |
| 2007年12月13日 | ニフティ                           | @nifty Mobile BB            |                                                   |
| 2008年2月28日  | ソネットエンタテインメント         | bitWarp(EM)                 |                                                   |
| 2008年3月3日   | IIJ                                | IIJモバイルサービス/タイプE |                                                   |
| 2008年3月17日  | ユニアデックス                     | U-netSURF JetSURF           | 個人向け受付終了                                  |
| 2008年3月24日  | 朝日ネット                         | ASAHIネット 超割モバイル    |                                                   |
| 2008年4月1日   | ビック東海                         | @T COM 高速モバイルコース   |                                                   |
| 2008年6月19日  | アッカ・ネットワークス             | ACCA mobile（E）            | サービス終了                                      |
| 2008年7月1日   | NTTぷらら                          | ぷらら高速モバイルEM        |                                                   |
| 2008年8月1日   | ドリーム・トレイン・インターネット | DTI 高速モバイルプラン      |                                                   |
| 2008年8月1日   | NTTコミュニケーションズ（OCN）     | OCN 高速モバイル EM         |                                                   |
| 2008年9月1日   | ケイ・オプティコム                 | eoモバイル                  | サービス終了                                      |
| 2009年3月6日   | ソフトバンクモバイル               | データ定額ボーナスパック    | 原則、A/Bの2枚のUIMカードの抱き合わせ契約となる。 |

## 端末供給メーカー
データカード端末のDシリーズ（GP、GDシリーズを含む）とPDAタイプ・スマートフォンタイプのSシリーズ、GSシリーズと音声端末のHシリーズおよび、タブレットデバイスのAシリーズ、EMOBILE LTEに対応したGLシリーズ（型番の最後に付くアルファベット1文字が端末タイプを意味し、従来のLTE非対応端末の頭につけられるGXのうち、Xに相当するアルファベットが付加される）、及びソフトバンクモバイルの回線を利用するEMOBILE 4G-S端末のEMシリーズが各メーカーにより供給されている。

### 日本
- ソニー・エリクソン・モバイルコミュニケーションズ（2012年3月8日より、ソニーモバイルコミュニケーションズ）
  - 2011年、スマートフォン・S51SEで参入。
- シャープ
  - 携帯情報端末（PDA）「EM・ONE」および3G通信ができないWi-Fi通信専用のAndroidのタブレットデバイス（GALAPAGOS）を供給。
- NECインフロンティア
  - PCカード端末を供給。
- ネットインデックス
  - CFカード端末を供給。
- 東芝→富士通モバイルコミュニケーションズ
  - 東芝時代は音声通話機端末（携帯電話端末）を供給していた。富士通モバイルになってからはスマートフォン端末（ARROWS）を供給。
- バッファロー
  - モバイルWi-Fiルーター端末を提供。

### アジア
- 華為技術(Huawei)
  - 中国のメーカー。日本市場初参入。基地局およびUSBモデム端末、ExpressCard端末、音声通話機端末（携帯電話端末）、スマートフォン端末、タブレットデバイスを供給。
- HTC
  - 台湾のメーカー。スマートフォン端末「EMONSTER(S11HT)」「Touch Diamond(S21HT)」等を供給。

- Longcheer Technology (Shanghai) Co,. Ltd.
  - 中国のメーカー。USBモデム端末、音声通話対応USBモデムを投入。
- インベンテック・アプライアンシズ(Inventec Apliances)
  - 台湾のメーカー。日本市場初参入。音声通話機端末（携帯電話端末）を供給。
- AnyDATA Net
  - 大韓民国のメーカー。LTE対応のモバイルWi-Fiルーターにて、日本のオペレータ向けとしては2社目として参入。
- ZTEジャパン
  - 中国のメーカー（中興通訊）の日本法人。
- LGエレクトロニクス
  - 韓国のメーカー。Nexus 5（EM01L）で新規参入。

### ヨーロッパ
- Option
  - ベルギーのPCカード端末メーカー。日本市場初参入。ただしパソコン挿入時のハードウェア上の不具合がもとで、「D02OP」発売後の回収があり、発売再開の目処が立っていない（ドコモに投入予定だった「OP2502 HIGH-SPEED」が同様の理由で発売中止になっている）。後継機種等についても、全く音沙汰がない状況にある。

## 端末一覧
SIMロックのある端末の場合、黒のEM chip端末に対応した端末に赤のEM chipを挿入して使用することはできない。逆も同様だが、一部例外もある。ただし、GL09P、GL10P及びEM01Fを除く、SIMロックのある端末で、海外利用が可能な端末については、海外オペレータのSIMカードに限り利用可能（SoftBankブランドを含めた日本国内の他事業者のUIMカードは利用できない）。
ここでのGSM(トライバンド)は、900/1800/1900MHz帯に対応したものを指す。
| メーカー                                         | 機種                   | タイプ                                              | 発売日           | 対応通信 速度 （Downlink） | 対応通信 速度 （Uplink） | EM chipの色・ サイズ | SIMロックの有無 | 海外ローミング 対応状況 （対応周波数帯）             |
| ------------------------------------------------ | ---------------------- | --------------------------------------------------- | ---------------- | -------------------------- | ------------------------ | -------------------- | --------------- | ---------------------------------------------------- |
| ソニー・エリクソン・モバイルコミュニケーションズ | S51SE                  | スマートフォン                                      | 2011年10月28日   | 7.2Mbps                    | 5.7Mbps                  | 黒通常サイズ         | なし            | UMTS(Bands 1/8/9) GSM(クワッドバンド)                |
| シャープ                                         | EM・ONE（S01SH）       | PDA                                                 | 2007年3月31日    | 3.6Mbps                    | 384kbps                  | 赤通常サイズ         | あり            | ×                                                    |
| シャープ                                         | EM・ONEα（S01SH2）     | PDA                                                 | 2007年10月5日    | 3.6Mbps                    | 384kbps                  | 赤通常サイズ         | あり            | ×                                                    |
| シャープ                                         | A01SH                  | タブレットデバイス                                  | 2011年8月30日    | - （Wi-Fiのみを搭載）      | -                        | -                    | -               | -                                                    |
| HTC                                              | EMONSTER（S11HT）      | スマートフォン                                      | 2008年3月28日    | 3.6Mbps                    | 384kbps                  | 黒通常サイズ         | あり            | GSM（クワッドバンド）                                |
| HTC                                              | S12HT                  | スマートフォン                                      | 2008年7月19日    | 3.6Mbps                    | 384kbps                  | 黒通常サイズ         | あり            | ×                                                    |
| HTC                                              | Touch Diamond（S21HT） | スマートフォン                                      | 2008年10月10日   | 7.2Mbps                    | 384kbps                  | 黒通常サイズ         | あり            | GSM（トライバンド）                                  |
| HTC                                              | Dual Diamond（S22HT）  | スマートフォン                                      | 2008年12月20日   | 7.2Mbps                    | 384kbps                  | 黒通常サイズ         | あり            | GSM（トライバンド） UMTS（Bands 1/9）                |
| HTC                                              | Aria（S31HT）          | スマートフォン                                      | 2010年12月17日   | 7.2Mbps                    | 5.8Mbps                  | 黒通常サイズ         | なし            | GSM（クワッドバンド） UMTS（Bands 9）                |
| NECインフロンティア                              | D01NE                  | PCカード                                            | 2007年3月31日    | 3.6Mbps                    | 384kbps                  | 赤通常サイズ         | あり            | ×                                                    |
| NECインフロンティア                              | D02NE                  | PCカード                                            |                  | 7.2Mbps                    | 384kbps                  | 赤通常サイズ         | あり            | ×                                                    |
| NECインフロンティア                              | D21NE                  | PCカード                                            |                  | 7.2Mbps                    | 1.4Mbps                  | 赤通常サイズ         | あり            | ×                                                    |
| ネットインデックス                               | D01NX                  | CFカード                                            | 2007年3月31日    | 3.6Mbps                    | 384kbps                  | 赤通常サイズ         | あり            | ×                                                    |
| ネットインデックス                               | D01NXII                | CFカード                                            |                  | 7.2Mbps                    | 384kbps                  | 赤通常サイズ         | なし            | ×                                                    |
| 東芝                                             | H11T                   | 音声端末（携帯電話）                                | 2008年3月28日    | 3.6Mbps                    | 384kbps                  | 黒通常サイズ         | あり            | ×                                                    |
| バッファロー                                     | GP03                   | モバイルWi-Fiルーター （USBモデムとしての使用も可） | MVNO向け提供のみ | 42Mbps                     | 5.7Mbps                  | 赤通常サイズ         | なし            | UMTS（Bands 1/9） GSM(クワッドバンド)                |
| デル                                             | GS01                   | スマートフォン                                      | 2012年3月8日     | 14.4Mbps                   | 5.7Mbps                  | 黒micro              | なし            | UMTS（Bands 1/4/8/9） GSM(クワッドバンド)            |
| 華為技術日本（Huawei）                           | H11HW                  | 音声端末（携帯電話）                                | 2008年6月14日    | 3.6Mbps                    | 384kbps                  | 黒通常サイズ         | あり            | GSM（トライバンド）                                  |
| 華為技術日本（Huawei）                           | E.T.（H12HW）          | 音声端末（携帯電話）                                | 2009年2月7日     | 3.6Mbps                    | 384kbps                  | 黒通常サイズ         | あり            | GSM（トライバンド）                                  |
| 華為技術日本（Huawei）                           | S31HW                  | スマートフォン                                      | 2011年1月14日    | 7.2Mbps                    | 5.6Mbps                  | 黒通常サイズ         | なし            | GSM（クワッドバンド） UMTS（Bands 1/9）              |
| 華為技術日本（Huawei）                           | S41HW                  | スマートフォン                                      | 2011年7月14日    | 7.2Mbps                    | 5.8Mbps                  | 黒通常サイズ         | なし            | GSM（トライバンド） UMTS（Bands 1/9）                |
| 華為技術日本（Huawei）                           | S42HW                  | スマートフォン                                      | 2011年9月22日    | 7.2Mbps                    | 5.8Mbps                  | 黒通常サイズ         | なし            | GSM（トライバンド） UMTS（Bands 1/9）                |
| 華為技術日本（Huawei）                           | GS02                   | スマートフォン                                      | 2011年12月1日    | 14.4Mbps                   | 5.8Mbps                  | 黒通常サイズ         | なし            | GSM（トライバンド） UMTS（Band 1/9）                 |
| 華為技術日本（Huawei）                           | GS03                   | スマートフォン                                      | 2012年6月14日    | 21Mbps                     | 5.8Mbps                  | 黒通常サイズ         | なし            | GSM（クワッドバンド） UMTS（Bands 1/9）              |
| 華為技術日本（Huawei）                           | D01HW                  | USBモデム                                           | 2007年6月23日    | 3.6Mbps                    | 384kbps                  | 赤通常サイズ         | あり            | ×                                                    |
| 華為技術日本（Huawei）                           | D02HW                  | USBモデム                                           | 2007年12月12日   | 7.2Mbps                    | 384kbps                  | 赤通常サイズ         | あり            | ×                                                    |
| 華為技術日本（Huawei）                           | D03HW                  | ExpressCard/34                                      |                  | 7.2Mbps                    | 384kbps                  | 赤通常サイズ         | あり            | ×                                                    |
| 華為技術日本（Huawei）                           | D12HW                  | USBモデム                                           |                  | 7.2Mbps                    | 384kbps                  | 赤通常サイズ         | あり            | UMTS（Bands 1/9）                                    |
| 華為技術日本（Huawei）                           | D21HW                  | USBモデム                                           |                  | 7.2Mbps                    | 1.4Mbps                  | 赤通常サイズ         | あり            | UMTS（Bands 1/9）                                    |
| 華為技術日本（Huawei）                           | D22HW                  | USBモデム                                           | 2009年4月17日    | 7.2Mbps                    | 1.4Mbps                  | 赤通常サイズ         | あり            | UMTS（Bands 1/9）                                    |
| 華為技術日本（Huawei）                           | D23HW                  | USBモデム                                           |                  | 7.2Mbps                    | 5.8Mbps                  | 赤通常サイズ         | あり            | UMTS（Bands 1/9）                                    |
| 華為技術日本（Huawei）                           | D24HW                  | ExpressCard/34                                      |                  | 7.2Mbps                    | 5.8Mbps                  | 赤通常サイズ         | あり            | UMTS（Bands 1/9）                                    |
| 華為技術日本（Huawei）                           | D25HW                  | モバイルWi-Fiルーター （USBモデムとしての使用も可） | 2009年11月18日   | 7.2Mbps                    | 5.8Mbps                  | 赤通常サイズ         | あり            | UMTS（Bands 1/9）                                    |
| 華為技術日本（Huawei）                           | D26HW                  | USBモデム                                           |                  | 7.2Mbps                    | 1.4Mbps                  | 赤通常サイズ         | あり            | ×                                                    |
| 華為技術日本（Huawei）                           | D31HW                  | USBモデム                                           | 2009年8月        | 21.6Mbps                   | 5.8Mbps                  | 赤通常サイズ         | あり            | UMTS（Bands 1/9）                                    |
| 華為技術日本（Huawei）                           | D32HW                  | USBモデム                                           | 2010年9月17日    | 21.6Mbps                   | 5.8Mbps                  | 赤通常サイズ         | あり            | UMTS（Bands 1/9）                                    |
| 華為技術日本（Huawei）                           | D33HW                  | USBモデム                                           | 2011年           | 21.6Mbps                   | 5.8Mbps                  | 赤通常サイズ         | あり            | UMTS（Bands 1/9）                                    |
| 華為技術日本（Huawei）                           | D41HW                  | USBモデム                                           | 2010年12月3日    | 42Mbps                     | 5.8Mbps                  | 赤通常サイズ         | なし            | UMTS（Bands 1/9）                                    |
| 華為技術日本（Huawei）                           | Pocket WiFi(GP01)      | モバイルWi-Fiルーター （USBモデムとしての使用も可） | 2011年3月12日    | 21Mbps                     | 5.8Mbps                  | 赤通常サイズ         | なし            | UMTS（Bands 1/9）                                    |
| 華為技術日本（Huawei）                           | Pocket WiFi(GP02)      | モバイルWi-Fiルーター （USBモデムとしての使用も可） | 2011年7月28日    | 42Mbps                     | 5.8Mbps                  | 赤通常サイズ         | なし            | UMTS（Bands 1/9）                                    |
| 華為技術日本（Huawei）                           | GD01                   | USBモデム                                           |                  | 42Mbps                     | 5.8Mbps                  | 赤通常サイズ         | なし            | UMTS（Bands 1/9）                                    |
| 華為技術日本（Huawei）                           | GD03W                  | USBモデム モバイルWi-Fiルーターとしての利用も可     |                  | 21Mbps                     | 5.8Mbps                  | 赤通常サイズ         | なし            | UMTS（Bands 1/9）                                    |
| 華為技術日本（Huawei）                           | A01HW                  | タブレットデバイス                                  |                  | - （Wi-Fiのみを搭載）      | -                        | -                    | -               | -                                                    |
| 華為技術日本（Huawei）                           | GT01                   | タブレットデバイス                                  |                  | - （Wi-Fiのみを搭載）      | -                        | -                    | -               | -                                                    |
| 華為技術日本（Huawei）                           | Pocket WiFi Dock F01HW | Wi-Fiドックステーション                             | 2011年2月8日     | - （Wi-Fiのみを搭載）      | -                        | -                    | -               | -                                                    |
| 華為技術日本（Huawei）                           | Pocket WiFi LTE(GL01P) | モバイルWi-Fiルーター （USBモデムとしての使用可）   | 2012年3月15日    | 75Mbps                     | 25Mbps                   | LTE黒通常サイズ      | なし            | LTE(Bands 3) UMTS（Bands 1/9）                       |
| 華為技術日本（Huawei）                           | GL03D                  | USBモデム                                           | 2012年6月1日     | 75Mbps                     | 25Mbps                   | LTE黒通常サイズ      | なし            | LTE(Bands 3) UMTS（Bands 1/9）                       |
| 華為技術日本（Huawei）                           | Pocket WiFi LTE(GL04P) | モバイルWi-Fiルーター （USBモデムとしての使用可）   | 2012年7月6日     | 150Mbps                    | 50Mbps                   | LTE黒通常サイズ      | なし            | LTE(Bands 3) UMTS（Bands 1/9）                       |
| 華為技術日本（Huawei）                           | Pocket WiFi LTE(GL06P) | モバイルWi-Fiルーター （USBモデムとしての使用可）   | 2013年2月28日    | 150Mbps                    | 50Mbps                   | LTE黒通常サイズ      | なし            | LTE(Bands 3) UMTS（Bands 1/9）                       |
| 華為技術日本（Huawei）                           | STREAM X(GL07S)        | スマートフォン                                      | 2013年3月7日     | 150Mbps                    | 50Mbps                   | LTE黒micro           | なし            | LTE(Bands 3) UMTS（Bands 1/9） GSM（トライバンド）   |
| 華為技術日本（Huawei）                           | GL08D                  | USBモデム                                           | 2013年6月20日    | 150Mbps                    | 50Mbps                   | 不明                 | なし            | LTE(Bands 3) UMTS（Bands 1/9） GSM（トライバンド）   |
| 華為技術日本（Huawei）                           | Pocket WiFi(GL10P)     | モバイルWi-Fiルーター                               | 2013年12月6日    | (AXGP)110Mbps (LTE)150Mbps | (AXGP)10Mbps (LTE)50Mbps | 4G赤micro            | あり            | LTE(Bands 3) UMTS（Bands 1/5/9/11） AXGP（2.5GHz帯） |
| Longcheer Technology (Shanghai) Co,. Ltd.        | D11LC                  | USBモデム                                           |                  | 3.6Mbps                    | 384kbps                  | 赤通常サイズ         | あり            | UMTS（Bands 1/9）                                    |
| Longcheer Technology (Shanghai) Co,. Ltd.        | D12LC                  | USBモデム                                           |                  | 7.2Mbps                    | 384kbps                  | 赤通常サイズ         | あり            | GSM（トライバンド） UMTS（Bands 1/9）                |
| Longcheer Technology (Shanghai) Co,. Ltd.        | D21LC                  | USBモデム                                           |                  | 7.2Mbps                    | 1.4Mbps                  | 赤通常サイズ         | あり            | GSM（トライバンド） UMTS（Bands 1/9）                |
| Longcheer Technology (Shanghai) Co,. Ltd.        | H11LC                  | USBモデム（音声通話対応）                           | 2009年3月13日    | 3.6Mbps                    | 384kbps                  | 黒通常サイズ         | あり            | GSM（トライバンド） UMTS（Band 1/9）                 |
| AnyDATA KOREA                                    | Pocket WiFi LTE(GL02P) | モバイルWi-Fiルーター （USBモデムとして使用可）     | 2012年3月27日    | 75Mbps                     | 25Mbps                   | LTE黒通常サイズ      | なし            | LTE(Bands 3) UMTS（Bands 1/9）                       |
| AnyDATA KOREA                                    | Pocket WiFi LTE(GL05P) | モバイルWi-Fiルーター （USBモデムとしての使用可）   | 未定             | 100Mbps                    | 50Mbps                   | LTE黒通常サイズ      | なし            | LTE(Bands 3) UMTS（Bands 1/9）                       |
| インベンテック・アプライアンシズ                 | H31IA                  | 音声端末（携帯電話）                                | 2010年2月19日    | 7.2Mbps                    | 1.4Mbps                  | 黒通常サイズ         | あり            | GSM（トライバンド） UMTS（Bands 1/9）                |
| ZTEジャパン                                      | GL09P                  | モバイルWi-Fiルーター                               | 2013年8月9日     | (AXGP)110Mbps (LTE)150Mbps | (AXGP)10Mbps (LTE)50Mbps | 4G赤micro            | あり            | LTE(Bands 3) UMTS（Bands 1/5/9/11） AXGP（2.5GHz帯） |
| Option                                           | D02OP                  | ExpressCard/34                                      | 2008年3月19日    | 3.6Mbps                    | 384kbps                  | 赤通常サイズ         | あり            | ×                                                    |

### EMOBILE 4G-S
以下は、Wireless City Planning並びにソフトバンクモバイルのMVNOを利用することにより、イー・アクセスのネットワークの利用ができない(EMOBILE 4G-S対応)端末。ただし、LTEの1800MHz帯については、自社網をソフトバンクモバイルに提供したものを又貸しされる形で提供している。
| メーカー                           | 機種           | タイプ         | 発売日         | 対応通信 速度 （Downlink）    | 対応通信 速度 （Uplink）       | 4G-S USIMカードの色・ サイズ         | SIMロックの有無 | 海外ローミング 対応状況 （対応周波数帯）                          |
| ---------------------------------- | -------------- | -------------- | -------------- | ----------------------------- | ------------------------------ | ------------------------------------ | --------------- | ----------------------------------------------------------------- |
| 富士通モバイルコミュニケーションズ | ARROWS S EM01F | スマートフォン | 2013年8月20日  | (AXGP)76Mbps (DC-HSDPA)42Mbps | (AXGP)10Mbps (DC-HSDPA)5.7Mbps | 4G-S黒micro (または、Y!mobileのm101) | あり            | GSM(トライバンド) UMTS(Bands 1/8/11) AXGP（2.5GHz帯）             |
| LGエレクトロニクス                 | Nexus 5 EM01L  | スマートフォン | 2013年11月15日 | (LTE)150Mbps (DC-HSDPA)42Mbps | (LTE)50Mbps (DC-HSDPA)5.7Mbps  | 4G-S黒micro (または、Y!mobileのm101) | なし            | GSMクワッドバンド UMTS(Bands 1/2/4/5/6/8) LTE(Bands 1/3/5/7/8/20) |

## スポンサー
- オリックス・バファローズ（ユニホームスポンサー）
- ワールドビジネスサテライト（提供番組、テレビ東京）
- みのもんたの朝ズバッ!（提供番組、隔日、TBS）
- NEWS23（提供番組、隔日、TBS）
- 輝く!日本レコード大賞（提供番組、第50回(2008年)、および第51回(2009年)のみ提供、TBS）

## CMキャラクター
- 松下奈緒（2007年4月1日〜同年12月31日）
- ニホンザル
  - 『Crying Monkey』篇　（声：小山力也、大塚明夫）（2008年1月1日〜同年9月30日）
    - なお、上記のCMでは3日間のみ白い犬が登場するシーンがあった。これは、ソフトバンクモバイルのCMキャラクターを連想させ話題を呼んだ。なお、音声サービス開始当日の記者会見において、サルのキャラクター名が「はやはや君」であることが会長から明らかにされている。
    - 2008年6月27日、米民主党大統領候補オバマ上院議員（当時）の演説をパロディー化し、背広服姿のサルが民衆に演説を行うという内容のCMを放映中止にした。以降は別バージョンのCMに差し替えた。これは、日本在住の黒人米国人らから「人種差別的表現だ」との抗議を受けたことが理由である。日本で猿といえばCMに登場するような赤面のニホンザルであるが、欧米ではアフリカに生息する黒面のゴリラなどが連想されることから、黒人を侮辱する場合に例えられる事による。

  - 『Singing Monkey』篇 （ナレーション：小山力也）（2008年10月1日〜2009年10月29日）
- 佐藤ありさ
  - 『CMショッピング』篇（2009年10月30日〜2011年3月）
- 板野友美（2011年4月〜2013年6月）
  - なお、競合他社であるAKB48メンバーが2011年〜2013年当時出演していたNTTドコモのCMには出演していなかった。
- 矢沢永吉（2013年7月〜2014年7月）